# Damnatio ad bestias

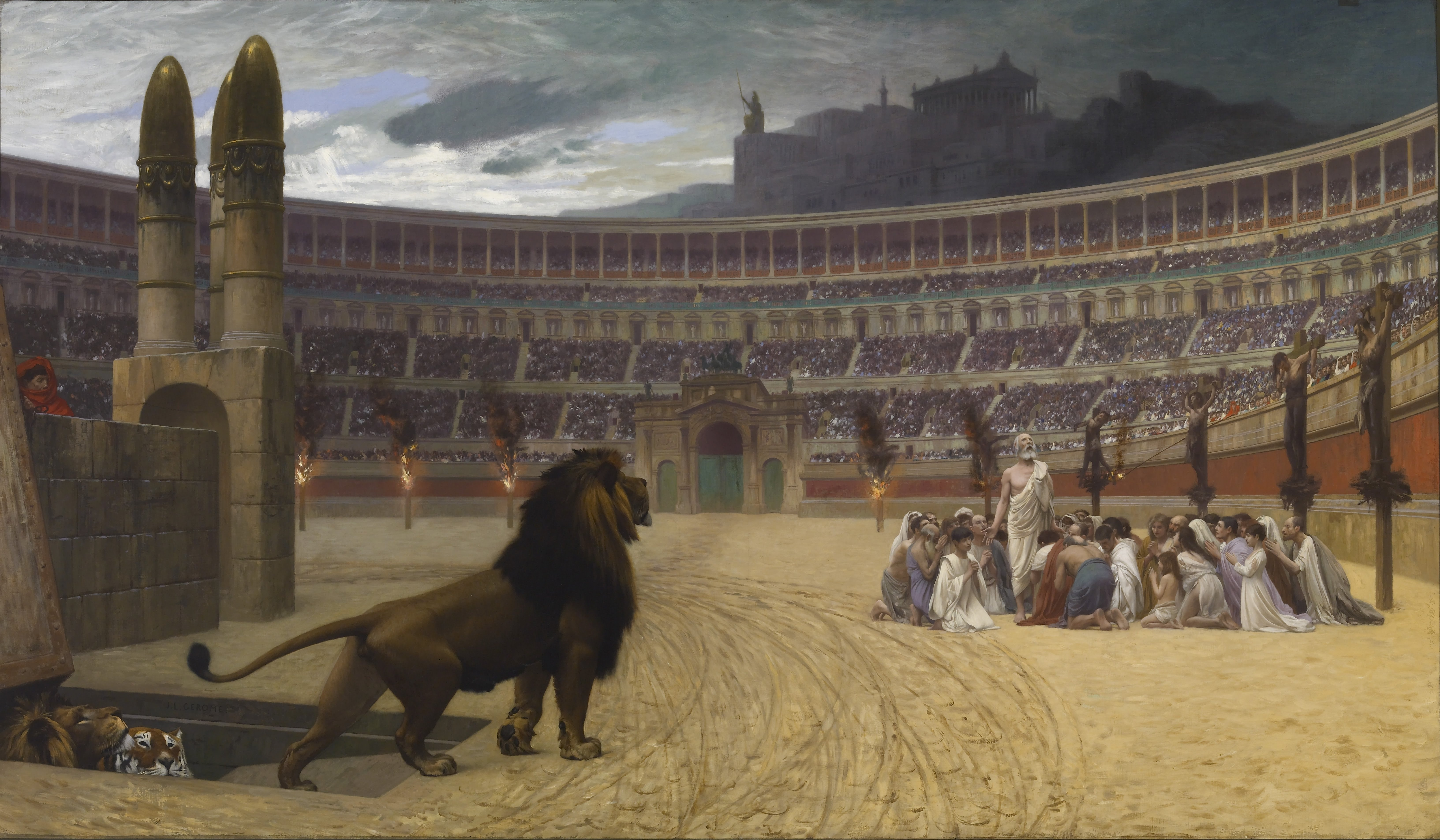
La Dernière Prière des martyrs chrétiens, tableau de Jean-Léon Gérôme, 1883.

La « damnatio ad bestias », expression latine signifiant en français « condamnation aux bêtes », désigne un supplice pour torturer et donner la mort par le biais d'animaux rendus féroces. Cette méthode d'exécution semble avoir été pratiquée notamment sous la Rome antique.
Toutefois, cette définition ne fait pas l'unanimité dans la communauté scientifique.

## Histoire

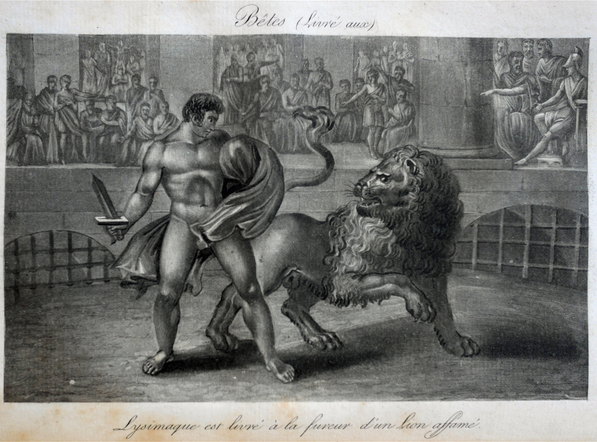
Lysimaque est livré à la fureur d'un lion affamé, gravure de 1825.

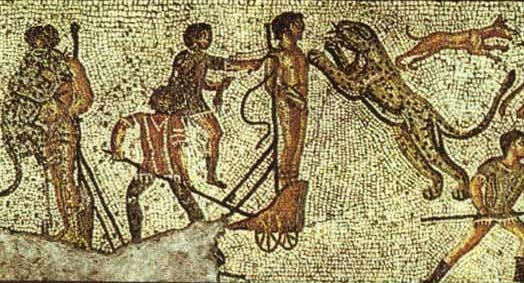
Mosaïque (détails) de Zliten, montrant deux condamnés ligotés, juchés sur des chariots et exposés aux bêtes (musée de Tripoli).

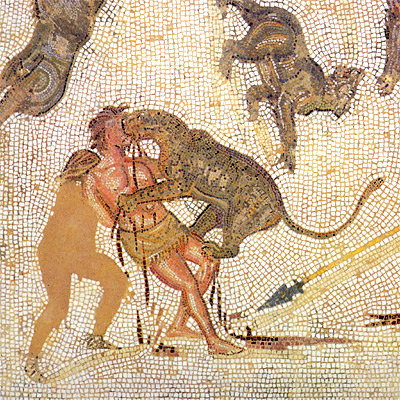
Mosaïque (détails) datant du IIIe siècle, montrant un léopard dévorant le visage d'un homme ayant perdu sa lance [?], un autre se tenant derrière lui (musée archéologique de Sousse).

Cette forme de martyre semble antérieure à la Rome antique : l'historien Justin raconte que Lysimaque, s'étant opposé à Alexandre le Grand en aidant à mourir Callisthène par le poison pour abréger ses souffrances, fut lui-même jeté au lion, mais, qu'ayant fini par terrasser la bête, il devint un favori du prince,.
Selon Pline l'Ancien, durant la guerre des Mercenaires (automne 241 - fin 238 av. J.-C.), le général carthaginois Hamilcar Barca condamna des prisonniers à être jetés aux bêtes, tandis que plus tard, Hannibal, lui, força des soldats romains à lutter, en vain, contre un troupeau d'éléphants.
À Rome, ces pratiques sont attestées sous le règne de Caligula, de Claude, de Néron et des empereurs flaviens, puis disparaissent progressivement jusqu'au IVe siècle, au profit de la mort par crémation (crematio). Elles relèveraient du spectacle, mettant en scène une forme de torture maximale — les « summa supplicia » : l'envoi aux bêtes est l'un des cinq supplices signifiés par le droit romain tardif, parmi le feu, le crucifiement, la mise en fourche et le culleus, ce sac en peau de bête dans lequel le condamné est inséré en compagnie d'animaux puis jeté à l'eau. Concernant les bestiaires, Georges Ville (1929-1967) précise qu'outre les gladiateurs, professionnels ou amateurs, « les condamnés ad bestias descendent eux aussi dans l'arène, mais malgré eux. Affrontés aux fauves, aux ours ou aux taureaux, ils n'ont en général pas d'armes pour se défendre et se laissent dévorer. Parfois les condamnés ne sont pas tués, ils constituent alors une réserve pour un nouveau ludus [jeu dans l'arène] ». Cette sanction n'est appliquée qu'aux condamnés qui mettent en danger l'ordre public (les brigands, les homicides ou les sacrilèges). Elle sert également à aggraver les peines prescrites en cas de recrudescence de la criminalité dans une région.
Les scènes de damnatio ad bestias (l'objicĕre bestiis, littéralement « jeté aux bêtes », supplice sans pouvoir se défendre, voire pieds et poings liés) peuvent être associées dans l'iconographie aux scènes de venatio (combat d'animaux pouvant impliquer des hommes spécialement entraînés). « Il pouvait aussi arriver que le supplice fasse l'objet de reconstitutions mythologiques au cours de spectacles complexes mettant en scène des héros légendaires qui avaient subi des morts violentes (Hercule sur son bûcher, Orphée dévoré par un ours, etc.) ». Les mosaïques découvertes à Zliten en Libye mais dont la datation pose encore problème (entre la fin du Ier et le IIIe siècle), montrent cette association qui s'intègre dans des spectacles complets, appelés munera legitima ou justa (combats réguliers) : ces jeux du cirque comprennent des chasses et des combats d'animaux le matin, un intermède à la mi-journée et des combats de gladiateurs l'après-midi : l’intermède de mi-journée, qui correspond au moment des repas, est le moment où des condamnés sont forcés de combattre des fauves, dépourvus de toute arme ; certains condamnés doivent également s'entretuer. De midi aux heures les plus chaudes de la journée se déroulent aussi les exécutions des condamnés à mort.
Selon Victor Saxer, la condamnation aux animaux était considérée comme un châtiment plus clément que l'exécution, peut-être parce que, dans certains cas, le condamné était armé et donc susceptible de se défendre. Il était appliqué aux parricides, aux meurtriers, aux rebelles, aux prisonniers de guerre et parfois aux chrétiens.
Dans son Histoire du droit criminel des peuples anciens, depuis la formation des sociétés jusqu'à l'établissement du christianisme (1845), le juriste français Albert Du Boys (1804-1889) rappelle qu'à la fin du Ier siècle, « la condamnation aux bêtes, damnation ad bestias, était peut-être encore plus usitée que le vivicomburium [acte d'être brûlé vif], à l'égard des confesseurs du christianisme ». Du Boys insiste sur le fait que plus le statut du condamné était regardé comme bas dans l'échelle sociale, plus grande était la probabilité pour que le supplice soit la mise à mort par des bêtes féroces, entre autres.

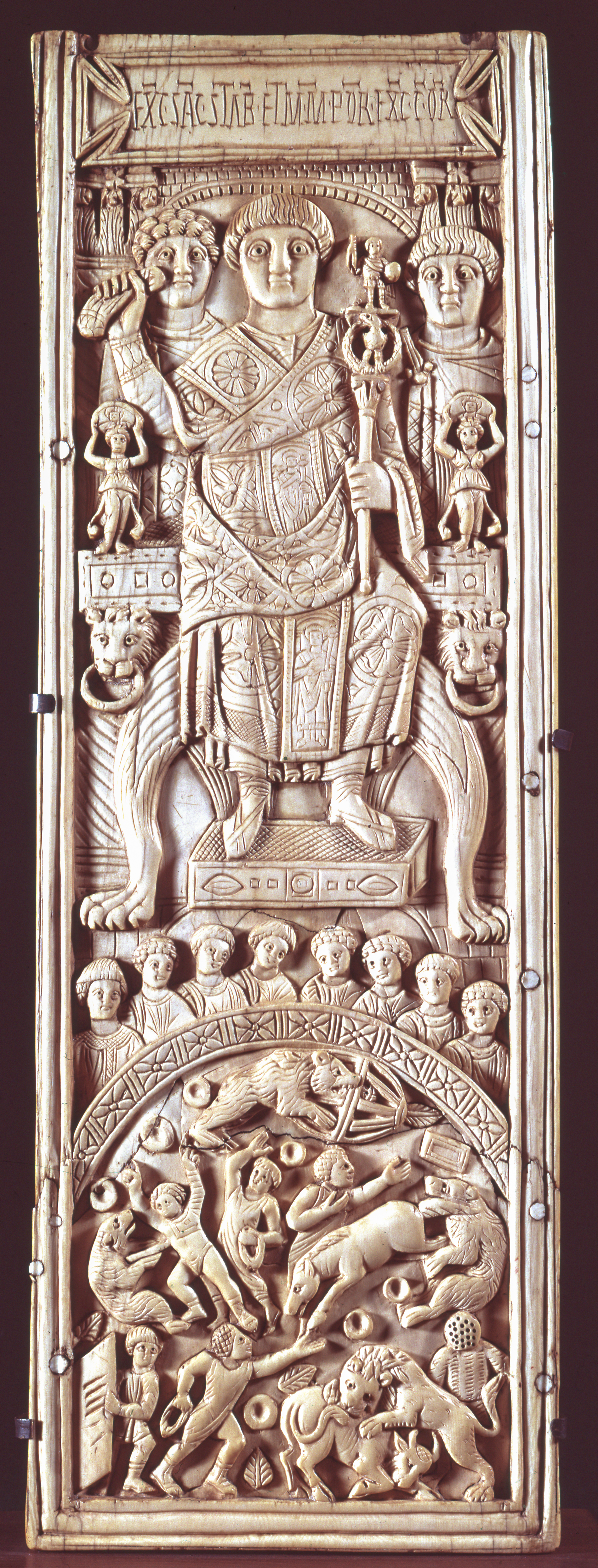
Le consul Areobindus présidant les jeux à Constantinople en 506. Un condamné dans une cage est exposé à un ours — Musée de Cluny

Cependant, il semblerait qu'aucune mention de ce supplice, du moins en ces termes, ne soit faite avant le IVe siècle. Dans son Histoire ecclésiastique, Eusèbe de Césarée signale, à propos des martyrs de Lyon, que  « le gouverneur fit avancer les bienheureux au tribunal d'une manière théâtrale, pour les donner en spectacle aux foules. Il les interrogea donc à nouveau. À ceux qui lui semblèrent posséder le droit de cité romaine, il fit couper la tête ; les autres, il les envoya aux bêtes ». Plus tard, Sulpice-Sévère, un historien chrétien, écrit que sous Néron, alors que la faute du désastre de l'incendie de Rome était reportée sur les chrétiens, « de nouveaux genres de mort furent inventés : on couvrait les uns de peaux de bêtes, et on les abandonnait à la fureur des chiens ».
Outre cette méthode de mise à mort par des animaux rendus féroces, on compte par exemple l'écrasement et l'écartèlement par des chevaux, les morsures de serpents, l'écrasement par éléphant...